# Moggia (Flächenmaß)
Moggia war ein italienisches Flächenmaß und als Feld- und Ackermaß im Königreich Neapel im Gebrauch. Zum gleichnamigen Volumenmaß siehe Moggia (Einheit). 
- 1 Moggia = 900 Geviert-Passi = 6750 Geviert-Palmi = 4445 7/6 Pariser Quadratfuß = 469 1/7 Quadratmeter

Seine Einteilung war teilweise dezimal und so betrug 
- 1 Moggio = 10 Decime = 100 Centisemi/Quadrat-Canne
- 1 Moggio = 699,8684 Quadratmeter = 6,9987 Hektar, etwa 164,16 Quadrat-Canne (sizilian.)

und auf verschiedenen Ionischen Inseln:
- 1 Moggio = 8 Misure
- Zante 1 Moggio =  97,576 Ar